# Jeju-Air-Flug 2216
Jeju-Air-Flug 2216 (Flugnummer IATA: 7C2216, ICAO: JJA2216) war ein internationaler Flug der südkoreanischen Billigfluggesellschaft Jeju Air, der am 29. Dezember 2024 von Bangkok in Thailand nach Muan in Südkorea führte. Die eingesetzte Boeing 737-800 verunglückte bei der Landung. Bis auf zwei Überlebende kamen alle 181 Insassen des Fluges ums Leben.
Es ist der Unfall mit der zweitgrößten Anzahl von Toten in der Geschichte der Boeing 737 nach dem Lion-Air-Flug 610 im Jahr 2018. Gemessen an der Zahl der Todesopfer handelt es sich zudem um den schwersten Flugunfall Südkoreas. Es ist außerdem der Flugunfall mit den meisten Todesopfern im Jahr 2024.

## Flugzeug
Beim Unfallflugzeug handelte es sich um eine Boeing 737-8AS mit dem Luftfahrzeugkennzeichen HL8088 und der Werknummer 37541. Das Flugzeug absolvierte seinen Erstflug am 19. August 2009 und wurde am 4. September 2009 an Ryanair ausgeliefert. Dort flog es mit dem Kennzeichen EI-EFR, bis es im Jahr 2017 durch ein Leasing der SMBC Aviation Capital in die Flotte der Jeju Air überführt wurde. Das Flugzeug war mit Triebwerken des Typs CFM56-7B26 ausgestattet.

## Passagiere und Besatzung
Insgesamt befanden sich 175 Passagiere und sechs Besatzungsmitglieder an Bord der Maschine. Bis auf zwei thailändische Staatsangehörige waren alle Insassen im Besitz der südkoreanischen Staatsangehörigkeit. Für 41 Passagiere war der Flug eine Rückkehr nach einer fünftägigen Reise nach Bangkok, die von einer Reiseagentur organisiert worden war. Die Besatzung bestand aus zwei Piloten und vier Flugbegleitern. Beim Unfall kamen alle Passagiere, beide Piloten sowie zwei Flugbegleiter ums Leben. Das älteste Todesopfer war 1946, das jüngste 2021 geboren worden. Nur zwei Flugbegleiter (eine Frau und ein Mann), die zum Zeitpunkt des Unfalls im hinteren Teil der Maschine, dem größten intakt gebliebenen Rumpfteil, saßen, überlebten den Unfall mit leichten bzw. schweren Verletzungen. Beide Überlebende wurden nach dem Unfall in ein Krankenhaus in Mokpo zur Behandlung gebracht und anschließend in ein Krankenhaus nach Seoul verlegt.
Der Kapitän des Fluges war seit März 2019 im Dienst der Fluglinie und akkumulierte bis zum Unfallzeitpunkt 6.820 Flugstunden, während der erste Offizier des Fluges seit Februar 2023 im Dienst war und 1.650 Flugstunden erbrachte.
Nach dem Unfall kündigte das südkoreanische Verkehrsministerium an, die verstorbenen Opfer in einer temporären Leichenhalle am Flughafen aufbahren zu wollen. Die Identifizierung erfolge in Zusammenarbeit mit Familienangehörigen und Experten. Externe Überführungen seien auch geplant.

## Unfallhergang

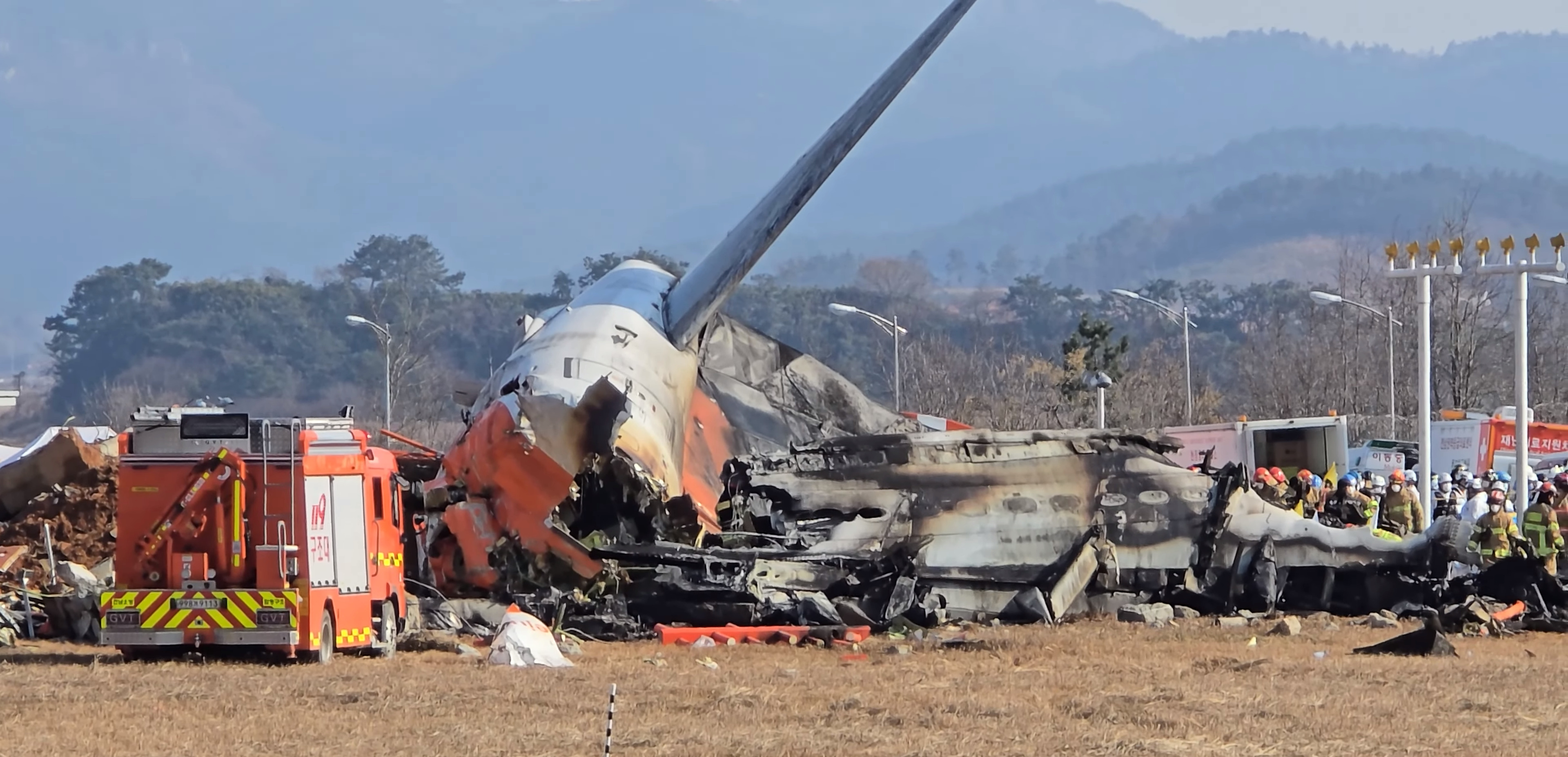
Verbrannte übrig gebliebene Wrackteile nach dem Unfall

Flugroute von Jeju-Air 2216

Das Flugzeug hob um 2:11 Uhr UTC+7 vom Flughafen Bangkok-Suvarnabhumi ab und verunglückte um 9:03 Uhr UTC+9 bei der Landung in Muan. Das Flugzeug hatte zunächst zu einem ersten Anflug von Süden aus kommend auf die Landebahn 01 (RWY 01) angesetzt; eine Videoaufnahme zeigt eine Flamme, die hierbei aus dem rechten Triebwerk kam. Dieser Anflug wurde durch Durchstarten abgebrochen, und etwas später landete die Maschine in der entgegengesetzten Richtung auf der Landebahn 19 (RWY 19). Auf einem Video ist zu sehen, wie die Maschine mit vollständig eingefahrenem Fahrwerk die Landebahn entlangrutscht und deren Ende überschießt, ehe sie bei hoher Geschwindigkeit mit einem Erdwall und einem integrierten Betonfundament kollidiert, auf dem die Antennen des Landekurssenders des Instrumentenlandesystems montiert sind, und daraufhin explodiert. Das Flugzeug wurde hierbei fast vollständig zerstört.

## Ermittlungen
Nach Angaben des südkoreanischen Verkehrsministeriums wurden die Flugschreiber des Flugzeugs noch am Tag des Absturzes geborgen. Der Sprachrekorder sei in relativ gutem Zustand, der Flugdatenschreiber jedoch beschädigt. Die Abschrift der Sprachaufnahmen wurde am 4. Januar 2025 abgeschlossen, der Datenrekorder am 6. Januar nach Washington DC (USA) transportiert. Eine Untersuchung der beiden Flugschreiber zeigte, dass auf beiden Geräten bereits vier Minuten vor dem Unfall die Aufzeichnungen abbrachen.
Einige Tage nach dem Unfall gab es unter Luftfahrtsicherheitsexperten auch eine Diskussion über die Frage, warum sich 250 Meter nach dem Ende der Start- und Landebahn eine Betonmauer befand. Die Landung sei „so gut, wie eine Landung ohne Landeklappen und Fahrwerk nur sein kann“ gewesen: „die Flügel waren waagerecht, die Nase nicht zu hoch, um ein Abbrechen des Hecks zu vermeiden“, und das Flugzeug hatte beim Rutschen über die Landebahn keinen ernsthaften Schaden davongetragen. Wäre die starre Betonmauer innerhalb des Walls am Ende der Start- und Landebahn nicht gewesen, hätte möglicherweise die große Mehrheit der Flugzeuginsassen überlebt. Der Flugsicherheitsexperte und Pilot Christian Beckert äußerte ebenso seine Verwunderung über die Positionierung der Betonmauer in der Auslaufzone der Landebahn und bekundete, dass ein Engineered Materials Arrestor System den Aufprall wahrscheinlich hätte verhindern bzw. abbremsen können.
Durch Analysen der Wrackteile wurde nachgewiesen, dass Gluckenten in beide Triebwerke geraten waren, vermutlich während des ersten Landeanflugs. Welche Rolle dieser Vogelschlag für die weiteren Ereignisse spielte, konnten die Ermittler in diesem Zwischenbericht noch nicht aufklären.
Am 19. Juli 2025 berichteten Ermittler bei einer Unterrichtung der Angehörigen, dass das rechte Triebwerk des Flugzeugs durch den Vogelschlag stärker beschädigt worden sei als das linke. Es gebe Hinweise darauf, dass die Piloten das weniger beschädigte linke Triebwerk abgeschaltet hätten. Nachdem Angehörige der Opfer Bedenken geäußert hatten, sagte die südkoreanische Flugunfalluntersuchungsbehörde (ARAIB) die geplante Veröffentlichung eines Zwischenberichts jedoch ab. Der Bericht schien nach Ansicht der Hinterbliebenen eine einseitige Schuldzuweisung an die Piloten zu enthalten, ohne weitere mögliche Ursachen zu berücksichtigen. Auch die Pilotenvereinigung von Jeju Air kritisierte die ARAIB und wies darauf hin, dass in beiden Triebwerken Vogelreste gefunden worden seien, was die Darstellung einer einseitigen Fehlbedienung infrage stelle.